# TV애니메이션 러키☆스타 엔딩테마집 ~어느 날의 가라오케 박스~
《TV애니메이션 《러키☆스타》 엔딩테마집 ~어느 날의 가라오케 박스~》(TVアニメ『らき☆すた』エンディングテーマ集 〜ある日のカラオケボックス〜)는 2007년 7월 11일에 란티스에서 발매된, 텔레비전 애니메이션 《러키☆스타》 제1~12화의 엔딩 테마를 수록한 앨범 CD다.

## 개요
애니메이션 본편의 등장 인물인 이즈미 코나타(성우：히라노 아야), 히이라기 카가미(카토 에미리), 히이라기 츠카사(후쿠하라 카오리), 타카라 미유키(엔도 아야)의 4사람이 가라오케 박스에서 노래하고 있다고 하는 설정으로, 그들의 이야기와 노래하는 노래가 수록되었다.
CD에는 실제로 엔딩에 사용된 것(드라마 파트)과 곡을 완전하게 부른 것(노래 파트) 모두를 수록하였다.

## 수록곡 리스트
1. 제1화 우주철인 쿄다인（드라마 파트）
노래：이즈미 코나타
2. 제2화 승리다! 아크마이저 3（드라마 파트）
노래：이즈미 코나타
3. 제3화 그것이 사랑이지요（드라마 파트）
노래：이즈미 코나타
4. 제4화 세일러복과 기관총（드라마 파트）
노래：히이라기 카가미
5. 제5화 CHA-LA HEAD-CHA-LA（드라마 파트）
노래：이즈미 코나타
6. 제6화 발렌타인 키스（드라마 파트）
노래：히이라기 츠카사
7. 제7화 지상의 별（드라마 파트）
노래：타카라 미유키
8. 제8화 MONKEY MAGIC
노래：이즈마 코나타
9. 제9화 찬바람에 안겨（드라마 파트）
노래：이즈미 코나타
10. 제10화 I'm proud（드라마 파트）
노래：히이라기 카가미
11. 제11화 도라에몽의 노래（드라마 파트）
노래：이즈미 코나타, 히이라기 카가미, 히이라기 츠카사, 타카라 미유키
12. 제12화 지지 말아요（드라마 파트）
노래：이즈미 코나타, 히이라기 카가미, 히이라기 츠카사, 타카라 미유키[1]
13. 우주철인 쿄다인（노래 파트）
작사：이시노모리 쇼타로, 작곡：키쿠치 슌스케、노래：이즈미 코나타
14. 승리다! 아크마이저 3（노래 파트）
작사：이시노모리 쇼타로, 작곡：와타나베 미치아키, 노래：이즈미 코나타
15. 그것이 사랑이지요（노래 파트）
작사：시모카와 미쿠니, 작곡：SIN, 노래：이즈미 코나타
16. 세일러복과 기관총（노래 파트）
작사 : 키스기 에츠코, 작곡 : 키스기 타카오, 노래：히이라기 카가미
17. CHA-LA HEAD-CHA-LA（노래 파트）
작사：모리 유키노죠, 작곡：키요오카 치하, 노래：이즈미 코나타
18. 발렌타인 키스（노래 파트）
작사：아키모토 야스시, 작곡：瀬井広明、노래：히이라기 츠카사
19. 지상의 별（노래 파트）
작사・작곡：나카지마 미유키, 노래：타카라 미유키
20. MONKEY MAGIC（노래 파트）[2]
작사：나라하시 쇼코, 작곡：다케카와 유키히데, 노래：이즈미 코나타[3]
21. 찬바람에 안겨（노래 파트）
작사・작곡：타카미지와 토시히코, 노래：이즈미 코나타
22. I'm proud（노래 파트）
작사・작곡：코무로 테츠야, 노래：히이라기 카가미
23. 도라에몽의 노래（노래 파트）
작사：쿠스베 타쿠미、보작사：바바스스무, 작곡：菊池俊輔, 노래：이즈미 코나타, 히이라기 카가미, 히이라기 츠카사, 타카라 미유키
24. 가라! 갓맨（노래 파트）
작사：藤之介, 작곡：야마시타 타케오, 노래：이즈미 코나타[4]
25. 지지마세요（노래 파트）
작사：사카이 이즈미, 작곡：오다 테츠로, 노래：이즈미 코나타, 히이라기 카가미, 히이라기 츠카사, 타카라 미유키

## 비고
코나타 역의 히라노 아야는 아이돌 그룹 《Springs》 시절에 〈찬바람에 안겨〉를 커버했던 적이 있다. '몇 개인가 키를 높인 걸 잘 기억하는 녀석이라…(何個かキーあげたやつがよく覚えてるやつで)'라고 말한 건 이걸 두고 한 말이다.

## 같이 보기
- TV애니메이션 러키☆스타 후반 엔딩테마집 시라이시 미노루의 남자의 자장가 - 제13화~제15화, 제17화~제24화의 엔딩테마집
- 삼십 줄 곶 - 제16화 엔딩테마